# Chetogena claripennis
Chetogena claripennis là một loài ruồi trong họ Tachinidae.